# Lya Luft
Lya Luft (født 15. september 1938 i Santa Cruz do Sul, død 30. december 2021) var en brasiliansk digter, romanforfatter og flittig oversætter (primært mellem engelsk og portugisisk samt mellem tysk og portugisisk). Luft har tidligere undervist i lingvistik og litteratur. Hun skrev en fast klumme for bladet Veja.
Lya Lufts barndomsby er speciel derved, at den primært blev opført af tysktalende immigranter i begyndelsen af det 19. århundrede. Byen har fortsat en betydelig gruppe beboere, der taler både tysk og portugisisk. Luft voksede op i sådan en tosproget familie. Siden sin ungdom boede hun i Porto Alegre. Flere af hendes værker er oversat til forskellige europæiske sprog, dog ikke til dansk. Blandt hendes kendteste bøger er Perdas e Ganhos, der blandt andet er oversat til engelsk.